# 東京都高等学校定時制通信制総合体育大会
東京都高等学校定時制通信制総合体育大会(とうきょうとこうとうがっこうていじせいつうしんせいそうごうたいいくたいかい)は毎年10月に行われる。東京の定時制通信制の総合体育大会です。

## 概要
東京で行われる定時制通信制高校の総合体育大会で学校別対抗戦で行われる。毎年10月に行われ競技数は11種目あり歴史が長いのは軟式野球で新しい競技はバドミントン大会です。東京都は定時制通信制高校の学校数は70校余りあり参加校が多い

## 競技種目
- 軟式野球
- 陸上競技
- サッカー
- テニス
- バドミントン
- 卓球
- 自転車競技
- バレーボール
- バスケットボール
- 剣道
- 柔道